# Max Loeb
Max Loeb (* 29. Oktober 1901 in Kassel; † 26. Oktober 1962 in Haifa) war ein deutsch-israelischer Architekt und Fachschriftsteller.

## Leben
Max Loeb studierte an den Technischen Hochschulen von München, Dresden und Darmstadt Architektur. Sein Diplom erhielt er 1925. Danach machte er eine Reise nach Palästina, wo er bei Hecker-Yellin in Jerusalem arbeitete, und arbeitete anschließend, in den Jahren 1927 und 1928, im Büro des Kölner Architekten Hans Schumacher. In der Zeit, in der Loeb bei Schumacher war, wurde unter anderem das Haus der Arbeiterpresse auf der internationalen Presseausstellung Pressa gebaut. Am Wettbewerb Deutsche Bauausstellung Berlin 1930 war Loeb als Mitarbeiter Schumachers beteiligt und wurde namentlich genannt. 
Nachdem er Schumachers Büro verlassen hatte, wanderte Hans Loeb nach Palästina aus. Er lebte zunächst in Jerusalem, wo er sich 1929 mit dem Ingenieur J. Danon zusammentat, und ab 1934 in Haifa. Loeb entwickelte sich zu einem der führenden Architekten Israels. Manche seiner Bauten in Israel, unter anderem das Druckereigebäude N. Warhaftig, das 1937 am Hafen von Haifa errichtet wurde, erinnern an die Werke, die in Loebs Kölner Zeit bei Schumacher geplant wurden. Das städtebauliche und architektonische Gepräge Haifas geht laut Wolfram Hagspiel zu einem guten Teil auf Loeb zurück. Im Baedeker ist zu lesen, dass „ganze Stadtteile von Tel Aviv und Haifa“ sich unter dem Einfluss der aus Deutschland emigrierten Architekten „geradezu in Bauhaus-Siedlungen“ verwandelten.
Loeb baute unter anderem moderne Mehrfamilienhäuser, daneben aber auch Villen auf dem Berg Carmel in Haifa. Unter anderem besaß sein Bruder, der Mediziner Dr. Loeb, einen solchen Wohnsitz, ebenso waren die emigrierten Ärzte Dr. Prager und Dr. Peiser Besitzer von Loeb-Villen auf diesem Berg. Von Loeb stammt auch das Ausstellungsgebäude des Tikotin Museum of Japanese Art in Haifa, das 1960 eröffnet wurde, und das New Business Centre in Haifa. Dieses Gebäude wurde ab 1930 geplant und in den Jahren 1934 bis 1937 errichtet.